# شيفروليه إكسبرس
شيفروليه إكسبرس وهو نسخة طبق الأصل عن الشقيق الآخر جي أم سي سافانا يعتبران كعربات نقل من إنتاج جنرال موتورز، بدأ تصنيعهما من سنة 1996 تعويضاً لشيفروليه فان وجي أم سي فاندورا ويتم تجهيزهم بمحركات 6 سلندر و 8 سلندر اختيارية.

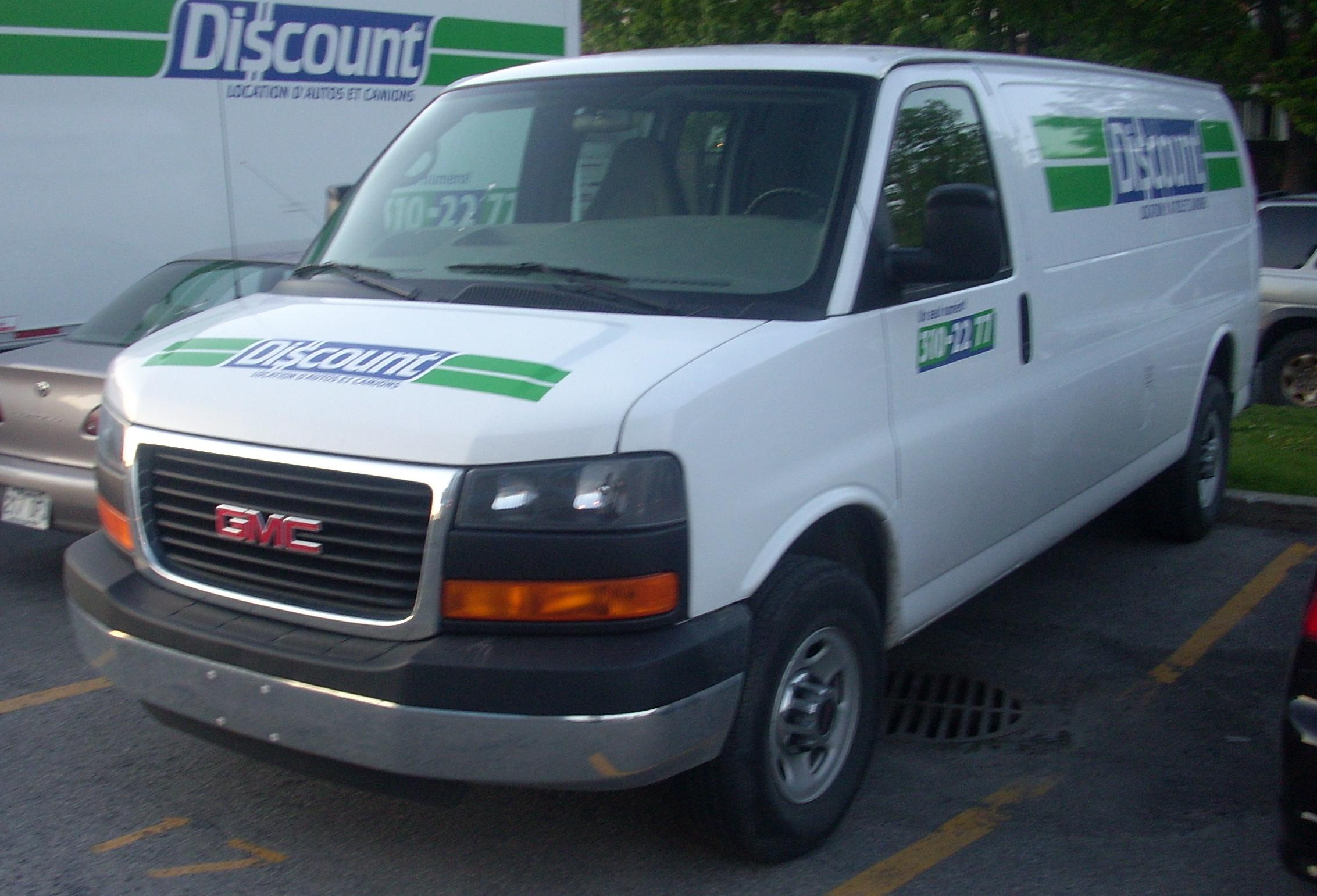
جي أم سي سافانا

## معرض صور

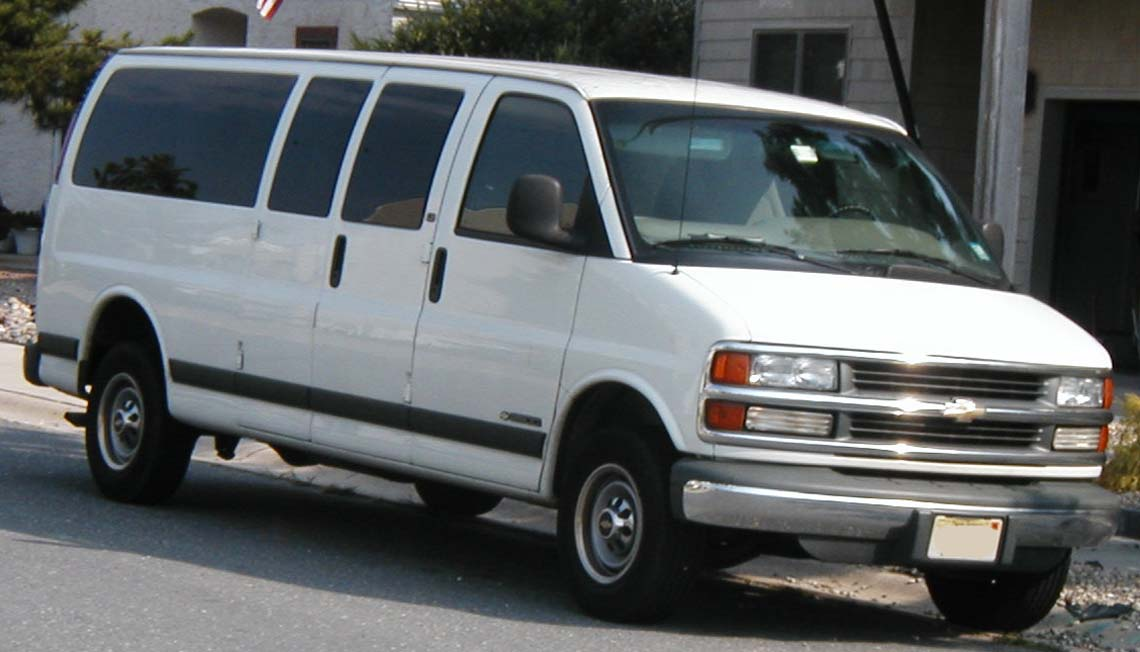
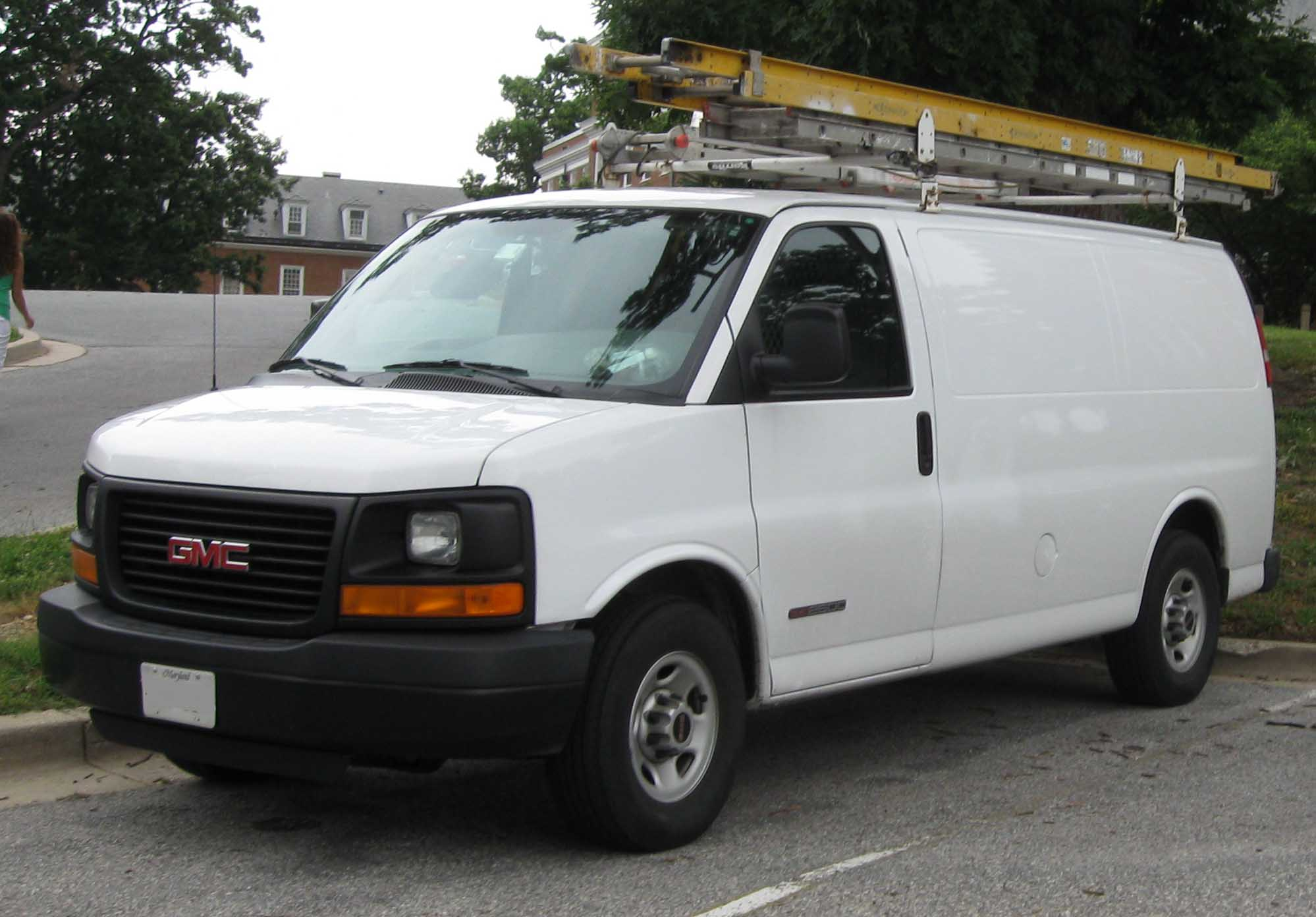
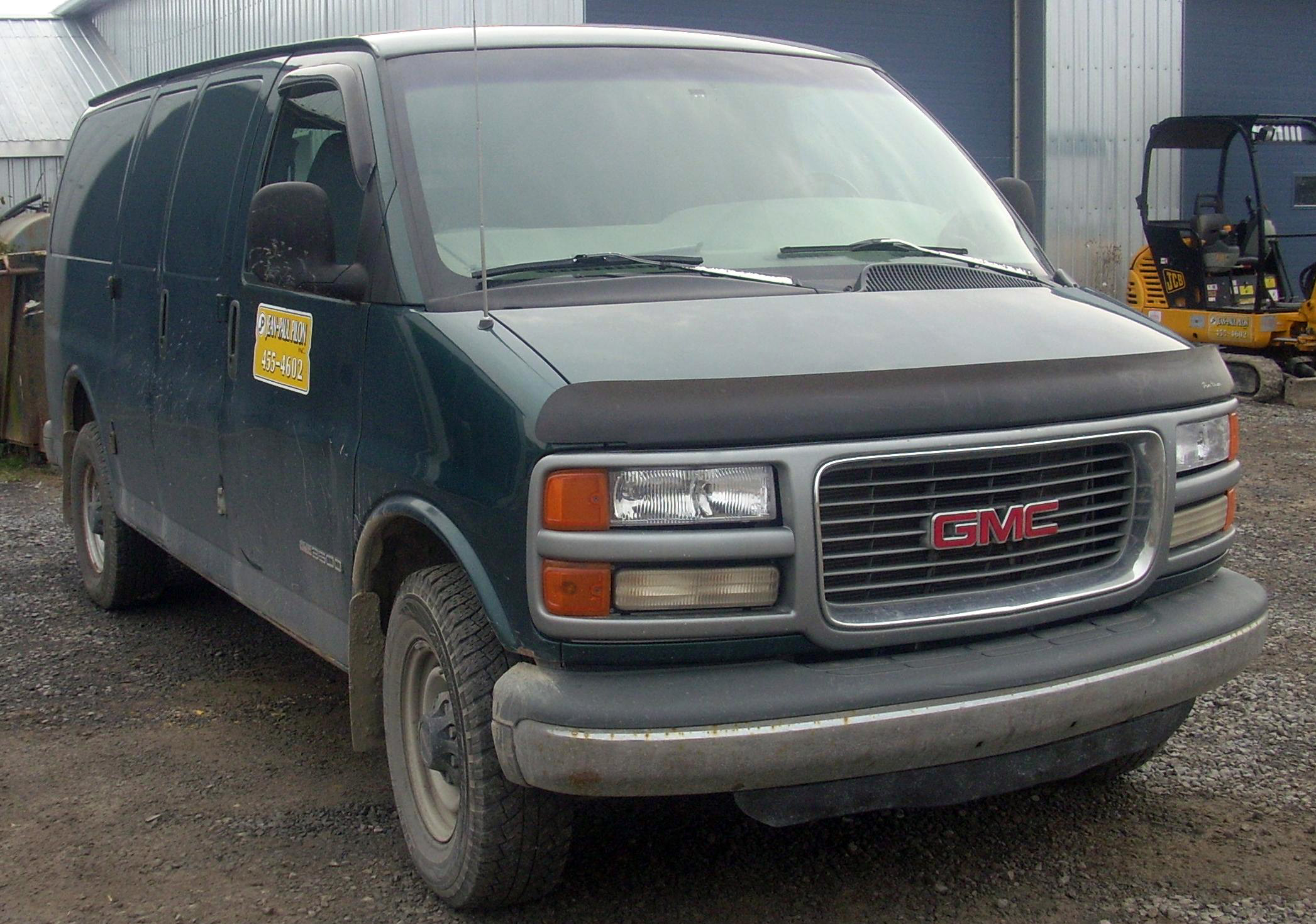
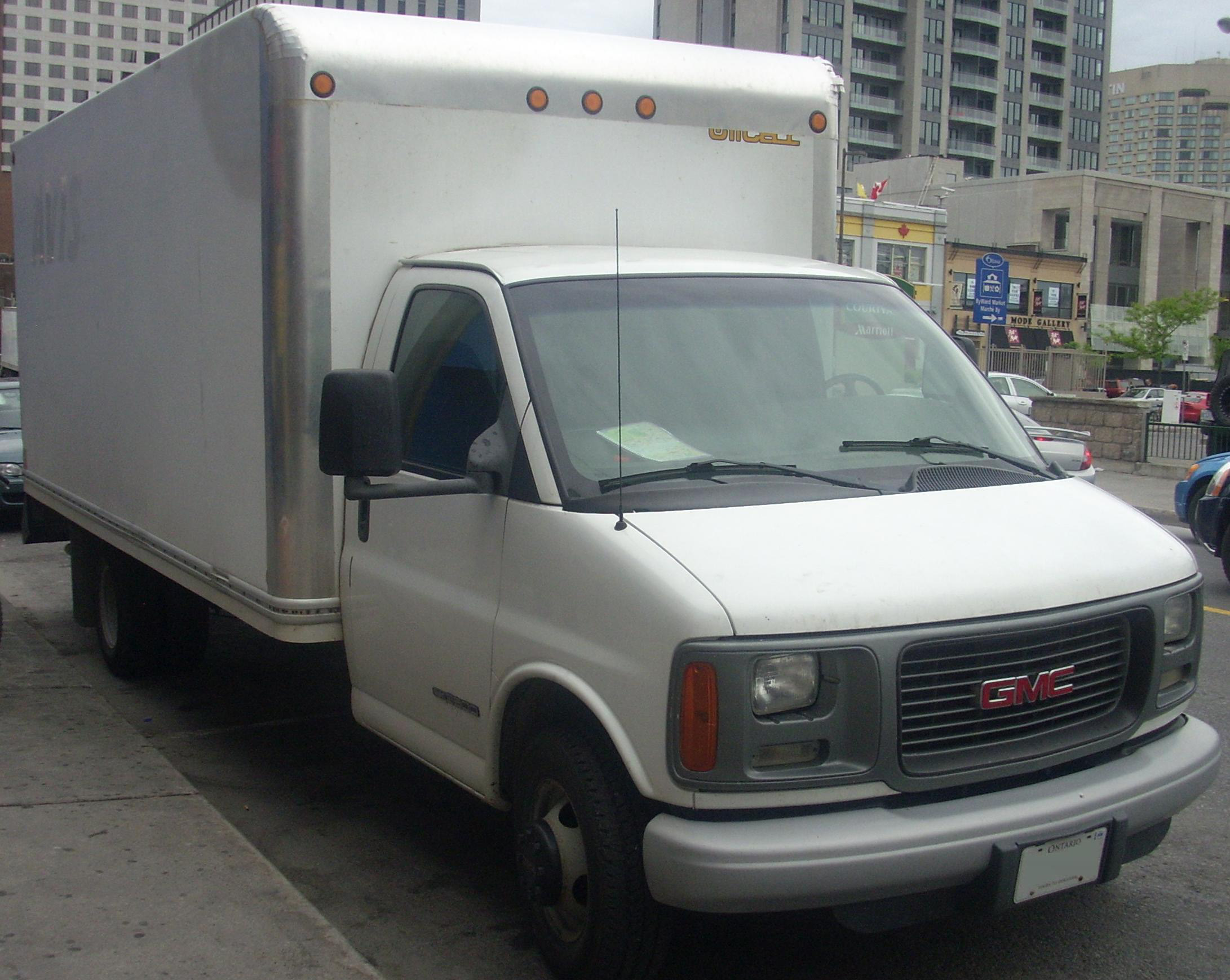
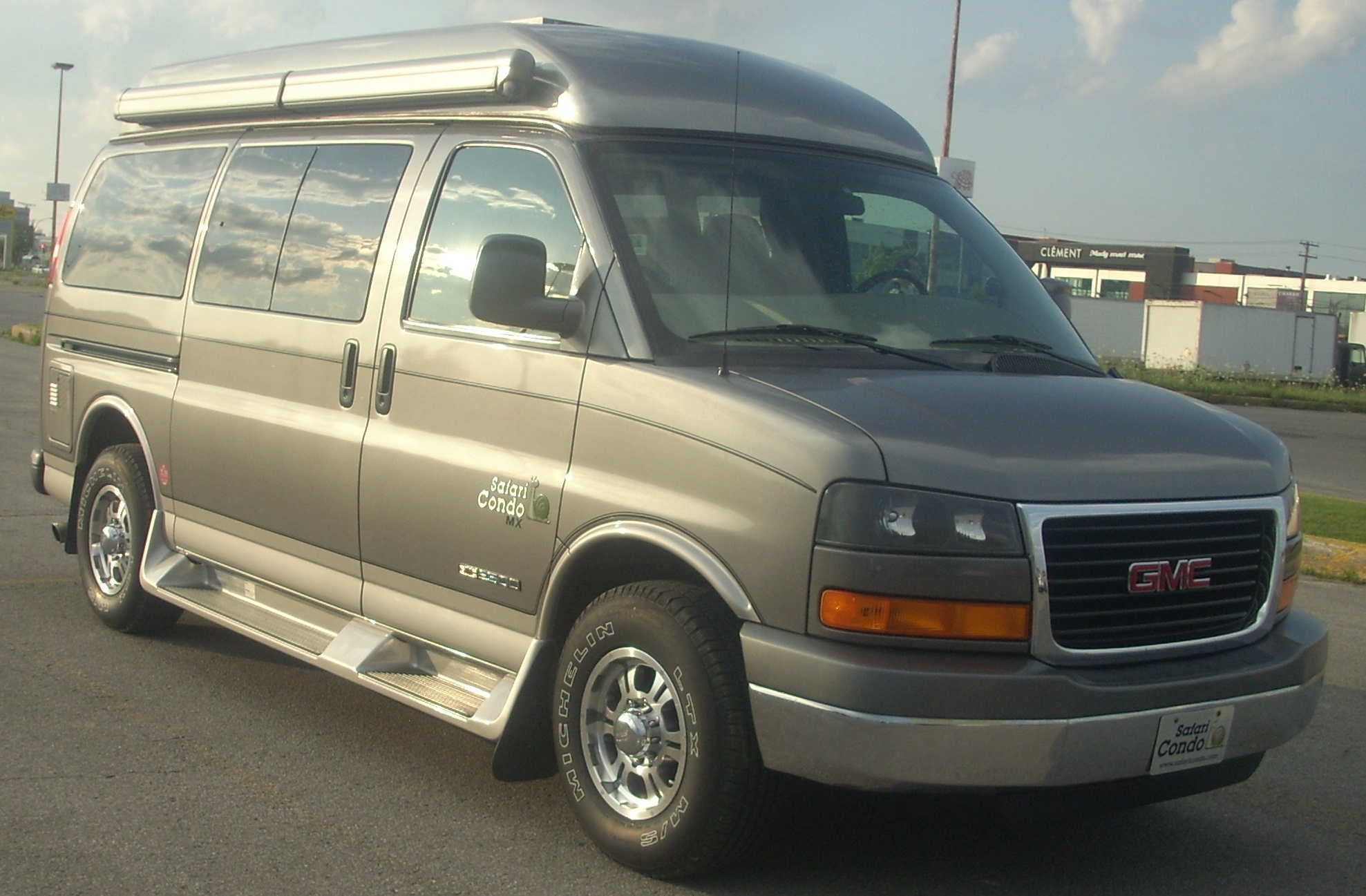